# Trzycik mały
Trzycik mały, dziubałeczek mały (Orius minutus) – gatunek niewielkiego, wszystkożernego owada z podrzędu pluskwiaków różnoskrzydłych, z rodziny dziubałkowatych (Anthocoridae). 
Naturalny zasięg jego występowania obejmuje Europę, Północną Afrykę, Rosję aż po Syberię, Azję Centralną i Chiny. Dokładny zasięg jest trudny do oszacowania ze względu na znaczny obszar występowania i nachodzenie na siebie areałów innych spokrewnionych z nim i bardzo jemu podobnych gatunków z rodzaju Orius. Od połowy XX wieku odnotowuje się obecność trzycika małego na zachodnich wybrzeżach Ameryki Północnej, a obecnie został także introdukowany w Japonii. 
Jest jednym z mniejszych przedstawicieli swojego rodzaju osiągając długość 2,1-2,5 mm. Żyje w zróżnicowanych biotopach, występuje zarówno na roślinach zielnych jak i drzewach. Owady dorosłe zazwyczaj przebywają na kwiatach. W przeciągu roku rozwijają się dwa pokolenia owada.